# Estret de Susterris
L'Estret de Susterris és un indret del terme municipal de Talarn, al Pallars Jussà, on, a principis del segle xx, fou construïda la presa del Pantà de Sant Antoni de la central hidroelèctrica de Talarn.
Precisament es va triar aquest lloc per a dreçar-hi la presa de l'embassament pel seu caràcter d'estret: és on calia una presa més petita per aprofitar la vall de la Noguera Pallaresa per a emplaçar-hi l'embassament.
El nom de l'estret es deu al fet que és on hi havia l'església de Sant Antoni de Susterris, seu de la comanda hospitalera del mateix nom. Aquesta església, romànica, va quedar anegada per les aigües del pantà, on encara deuen ser actualment les seves restes.